# 千葉みらい農業協同組合
千葉みらい農業協同組合（ちばみらいのうぎょうきょうどうくみあい）は、千葉県千葉市に本所を置く農業協同組合。その他に千葉県習志野市、佐倉市、八街市、四街道市にも支店を置く。愛称は「JA千葉みらい」。
2014年8月にいんば農業協同組合を合併した。

## 店舗
- 本店　〒260-0026 千葉市中央区千葉港5-25
- 犢橋支店　〒262-0013 千葉市花見川区犢橋町184
- 幕張支店　〒262-0031 千葉市花見川区武石町1-136
- 生浜支店　〒260-0824 千葉市中央区浜野町1260-15
- 椎名支店　〒266-0022 千葉市緑区富岡町318-1
- 誉田支店　〒266-0005 千葉市緑区誉田町2-24
- 更科支店　〒265-0073 千葉市若葉区更科町2092
- 白井支店　〒265-0053 千葉市若葉区野呂町230
- 中央支店　〒264-0024 千葉市若葉区高品町74-4
- 千城支店　〒264-0016 千葉市若葉区大宮町3095
- 土気支店　〒267-0061 千葉市緑区土気町1515-5
- 習志野支店　〒275-0016 習志野市津田沼5-13-3
- 佐倉中央支店　〒285-0812　佐倉市六崎331-1
- 佐倉西支店　〒285-0837　佐倉市王子台4-29-1
- 八街支店　〒289-1115　八街市八街ほ235
- 四街道支店　〒284-0013 四街道市内黒田356-3
- 佐倉四街道経済センター　〒285-0818 佐倉市寺崎761
- 八街経済センター　〒289-1113 八街市八街へ199-1676
- 佐倉四街道販売センター　〒285-0818 佐倉市寺崎683
- 八街販売センター　〒289-1113 八街市八街へ199-1601
- いんば地域本部　〒285-0812 佐倉市六崎331-1
- 園芸センター　〒275-0016 習志野市津田沼5-420-12
- 農産物直売所 しょいか〜ご 千葉本店　〒264-0007 千葉市若葉区小倉町871
- 農産物直売所 しょいか〜ご 習志野店　〒275-0003 習志野市実籾本郷34-1
- 農産物直売所 しょいか〜ご 練馬店　〒177-0033 東京都練馬区高野台2丁目5-15
- ふるさと農園　〒262-0011 千葉市花見川区三角町656-3